# محمد أرام تاب
محمد أرام تاب (بالفارسية: محمد آرام‌طبع) هو لاعب كرة قدم إيراني في مركز ظهير ‏، ولد في 7 فبراير 1985 في إيران. لعب مع نادي ألومينيوم هرمزغان ونادي تربيت بدني يزد ونادي صبا قم ونادي نساجي مازندران.